# Astragalus endopterus
Astragalus endopterus es una especie de planta del género Astragalus, de la familia de las leguminosas, orden Fabales.

## Distribución
Astragalus endopterus se distribuye por Estados Unidos (Arizona).

## Taxonomía
Fue descrita científicamente por (Barneby) Barneby. Fue publicado en Memoirs of the New York Botanical Garden 13(2): 879 (1964).
Sinonimia
- Astragalus wootonii endopterus Barneby